# Maskinongé (circonscription provinciale)
Pour les articles homonymes, voir Maskinongé.
Circonscription électorale provinciale du Canada
Maskinongé est une circonscription électorale provinciale du Québec. Elle est située dans la région administrative de la Mauricie. 

## Historique
Le district de Maskinongé est créé en 1853 en tant que district électoral de l'Assemblée législative de la province du Canada, détaché de Saint-Maurice. Il est conservé lors de la confédération canadienne en 1867. Comme plusieurs districts électoraux situés sur la rive nord du fleuve Saint-Laurent, Maskinongé avait à l'origine une forme très allongée, s'étendant loin vers le nord.
En 1972,  la nouvelle circonscription de Laviolette est formée à partir notamment de la partie nord du district de Berthier, tandis que la partie ouest de Saint-Maurice, ainsi que la ville de Trois-Rivières-Ouest (aupravant dans la circonscription de Trois-Rivières), sont annexées à Maskinongé.
En 1992, le découpage de la partie nord, peu peuplée, de la circonscription est modifié, des portions de celle-ci étant transférées dans Berthier et Laviolette. En 2001, une modification mineure est apportée aux limites de la circonscription, et en 2011 des changements à la limite entre Maskinongé et Trois-Rivières sont effectuées. Puis en 2017, Maskinongé perd un secteur de la ville de Trois-Rivières qui passe dans la circonscription du même nom et ajoute Saint-Boniface et Saint-Mathieu-du-Parc à son territoire.
Le nom la circonscription provient de celui du comté de Maskinongé, lequel provient ultimement de celui de la rivière Maskinongé, attesté dès 1672.

## Territoire et limites
La circonscription de Maskinongé inclut la partie de la ville de Trois-Rivières située à l'ouest de l'autoroute de l'Énergie, et les municipalités suivantes :
- Charette
- Louiseville
- Maskinongé
- Saint-Alexis-des-Monts
- Saint-Barnabé
- Saint-Boniface
- Sainte-Angèle-de-Prémont
- Saint-Édouard-de-Maskinongé
- Saint-Élie-de-Caxton
- Saint-Étienne-des-Grès
- Sainte-Ursule
- Saint-Justin
- Saint-Léon-le-Grand
- Saint-Mathieu-du-Parc
- Saint-Paulin
- Saint-Sévère
- Yamachiche

## Liste des députés

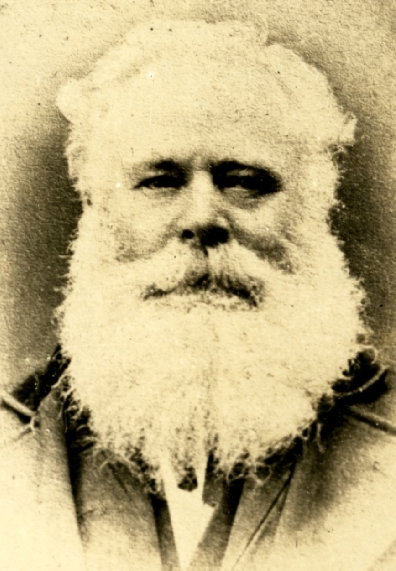
Moïse Houde est député de Maskinongé de 1871 à 1878.

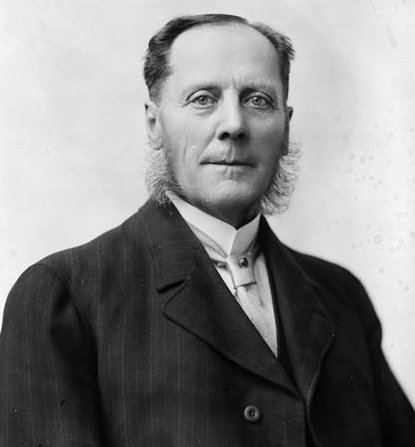
Joseph-Hormisdas Legris est député de 1888 à 1890 pour le Parti national.

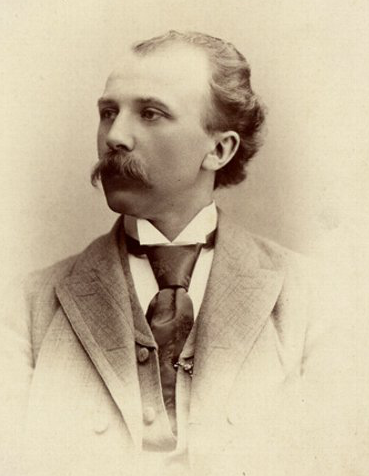
Hector Caron est député de 1892 à 1904 pour le Parti libéral du Québec.

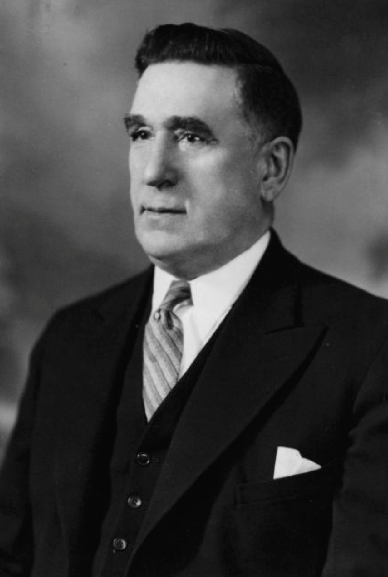
Louis-Joseph Thisdel est député de 1930 à 1936 et de 1939 à 1944 pour le Parti libéral du Québec.

| Années | Années      | Député                     | Parti               |
| ------ | ----------- | -------------------------- | ------------------- |
|        | 1867 - 1871 | Alexis Lesieur Desaulniers | Conservateur        |
|        | 1871 - 1875 | Moïse Houde                | Libéral             |
|        | 1875 - 1878 | Moïse Houde                | Conservateur        |
|        | 1878 - 1881 | Édouard Caron              | Conservateur        |
|        | 1881 - 1886 | Édouard Caron              | Conservateur        |
|        | 1886 - 1888 | Édouard Caron              | Conservateur        |
|        | 1888 - 1890 | Joseph Hormidas Legris     | National            |
|        | 1890 - 1892 | Joseph Lessard             | Conservateur        |
|        | 1892 - 1997 | Hector Caron               | Libéral             |
|        | 1897 - 1900 | Hector Caron               | Libéral             |
|        | 1900 - 1904 | Hector Caron               | Libéral             |
|        | 1904 - 1912 | Georges Lafontaine         | Conservateur        |
|        | 1912 - 1916 | Rodolphe Tourville         | Libéral             |
|        | 1916 - 1919 | Rodolphe Tourville         | Libéral             |
|        | 1919 - 1923 | Rodolphe Tourville         | Libéral             |
|        | 1923 - 1927 | Rodolphe Tourville         | Libéral             |
|        | 1927 - 1930 | Joseph-William Gagnon      | Libéral             |
|        | 1930 - 1931 | Louis-Joseph Thisdel       | Libéral             |
|        | 1931 - 1935 | Louis-Joseph Thisdel       | Libéral             |
|        | 1935 - 1936 | Louis-Joseph Thisdel       | Libéral             |
|        | 1936 - 1939 | Joseph-Napoléon Caron      | Union nationale     |
|        | 1939 - 1944 | Louis-Joseph Thisdel       | Libéral             |
|        | 1944 - 1948 | Germain Caron              | Union nationale     |
|        | 1948 - 1952 | Germain Caron              | Union nationale     |
|        | 1952 - 1956 | Germain Caron              | Union nationale     |
|        | 1956 - 1960 | Germain Caron              | Union nationale     |
|        | 1960 - 1962 | Germain Caron              | Union nationale     |
|        | 1962 - 1966 | Germain Caron              | Union nationale     |
|        | 1966 - 1970 | Rémi Paul                  | Union nationale     |
|        | 1970 - 1973 | Rémi Paul                  | Union nationale     |
|        | 1973 - 1976 | Yvon Picotte               | Libéral             |
|        | 1976 - 1981 | Yvon Picotte               | Libéral             |
|        | 1981 - 1985 | Yvon Picotte               | Libéral             |
|        | 1985 - 1989 | Yvon Picotte               | Libéral             |
|        | 1989 - 1994 | Yvon Picotte               | Libéral             |
|        | 1994 - 1998 | Rémy Désilets              | Parti québécois     |
|        | 1998 - 2003 | Rémy Désilets              | Parti québécois     |
|        | 2003 - 2007 | Francine Gaudet            | Libéral             |
|        | 2007 - 2008 | Jean Damphousse            | Action démocratique |
|        | 2008 - 2012 | Jean-Paul Diamond          | Libéral             |
|        | 2012 - 2014 | Jean-Paul Diamond          | Libéral             |
|        | 2014 - 2018 | Marc H. Plante             | Libéral             |
|        | 2018 - 2022 | Simon Allaire              | Coalition avenir    |
|        | 2022 - ...  | Simon Allaire              | Coalition avenir    |

## Résultats électoraux
|                                                                                               | Nom                          | Parti                 | Nombre de voix | %      | Maj.   |
| --------------------------------------------------------------------------------------------- | ---------------------------- | --------------------- | -------------- | ------ | ------ |
|                                                                                               | Simon Allaire (sortant)      | Coalition avenir      | 17 096         | 53,5 % | 11 965 |
|                                                                                               | Serge Noël                   | Conservateur          | 5 131          | 16,1 % | -      |
|                                                                                               | Dominique Gélinas            | Parti québécois       | 4 519          | 14,1 % | -      |
|                                                                                               | Simon Piotte                 | Québec solidaire      | 3 162          | 9,9 %  | -      |
|                                                                                               | Alexandra Malenfant-Veilleux | Libéral               | 1 619          | 5,1 %  | -      |
|                                                                                               | Daniel Simon                 | Vert                  | 227            | 0,7 %  | -      |
|                                                                                               | Françoise Boisvert           | L'union fait la force | 90             | 0,3 %  | -      |
|                                                                                               | Alain Bélanger               | Indépendant           | 69             | 0,2 %  | -      |
|                                                                                               | Gilles Brodeur               | Parti 51              | 40             | 0,1 %  | -      |
| Total                                                                                         | Total                        | Total                 | 31 953         | 100 %  |        |
| Le taux de participation lors de l'élection était de 70,6 % et 491 bulletins ont été rejetés. |                              |                       |                |        |        |

|                                                                                               | Nom                       | Parti               | Nombre de voix | %      | Maj.  |
| --------------------------------------------------------------------------------------------- | ------------------------- | ------------------- | -------------- | ------ | ----- |
|                                                                                               | Simon Allaire             | Coalition avenir    | 13 199         | 42,4 % | 4 517 |
|                                                                                               | Marc H. Plante (sortant)  | Libéral             | 8 682          | 27,9 % | -     |
|                                                                                               | Nicole Morin              | Parti québécois     | 3 987          | 12,8 % | -     |
|                                                                                               | Simon Piotte              | Québec solidaire    | 3 764          | 12,1 % | -     |
|                                                                                               | Amélie St-Yves            | Vert                | 609            | 2 %    | -     |
|                                                                                               | Maxime Rousseau           | Conservateur        | 463            | 1,5 %  | -     |
|                                                                                               | Alain Bélanger            | Citoyens au pouvoir | 206            | 0,7 %  | -     |
|                                                                                               | Jonathan Beaulieu Richard | Indépendant         | 204            | 0,7 %  | -     |
| Total                                                                                         | Total                     | Total               | 31 114         | 100 %  |       |
| Le taux de participation lors de l'élection était de 71,6 % et 553 bulletins ont été rejetés. |                           |                     |                |        |       |

|                                                                                               | Nom                      | Parti              | Nombre de voix | %      | Maj.  |
| --------------------------------------------------------------------------------------------- | ------------------------ | ------------------ | -------------- | ------ | ----- |
|                                                                                               | Marc H. Plante           | Libéral            | 13 658         | 39,2 % | 3 812 |
|                                                                                               | Martin Poisson           | Coalition avenir   | 9 846          | 28,3 % | -     |
|                                                                                               | Patrick Lahaie           | Parti québécois    | 8 739          | 25,1 % | -     |
|                                                                                               | Linda Delmé              | Québec solidaire   | 2 013          | 5,8 %  | -     |
|                                                                                               | Jimmy Thibodeau          | Parti nul          | 238            | 0,7 %  | -     |
|                                                                                               | Dany Brien               | Option nationale   | 154            | 0,4 %  | -     |
|                                                                                               | Laurence J. Requilé      | Parti équitable    | 119            | 0,3 %  | -     |
|                                                                                               | François-Xavier Richmond | Mon pays le Québec | 35             | 0,1 %  | -     |
| Total                                                                                         | Total                    | Total              | 34 802         | 100 %  |       |
| Le taux de participation lors de l'élection était de 73,8 % et 481 bulletins ont été rejetés. |                          |                    |                |        |       |

|                                                                                             | Nom                         | Parti                  | Nombre de voix | %      | Maj. |
| ------------------------------------------------------------------------------------------- | --------------------------- | ---------------------- | -------------- | ------ | ---- |
|                                                                                             | Jean-Paul Diamond (sortant) | Libéral                | 11 676         | 32,1 % | 769  |
|                                                                                             | Jean Damphousse             | Coalition avenir       | 10 907         | 30 %   | -    |
|                                                                                             | Patrick Lahaie              | Parti québécois        | 10 888         | 29,9 % | -    |
|                                                                                             | Julie Veilleux              | Québec solidaire       | 1 334          | 3,7 %  | -    |
|                                                                                             | Émilie Viau-Drouin          | Option nationale       | 784            | 2,2 %  | -    |
|                                                                                             | Laurence J. Requilé         | Vert                   | 389            | 1,1 %  | -    |
|                                                                                             | Linda Delmé                 | Classe moyenne         | 235            | 0,6 %  | -    |
|                                                                                             | Marie Anny Gosselin         | Coalition constituante | 121            | 0,3 %  | -    |
|                                                                                             | Didier Provencher           | Équipe autonomiste     | 81             | 0,2 %  | -    |
| Total                                                                                       | Total                       | Total                  | 36 415         | 100 %  |      |
| Le taux de participation lors de l'élection était de 78 % et 450 bulletins ont été rejetés. |                             |                        |                |        |      |

|                                                                                               | Nom                       | Parti               | Nombre de voix | %      | Maj.  |
| --------------------------------------------------------------------------------------------- | ------------------------- | ------------------- | -------------- | ------ | ----- |
|                                                                                               | Jean-Paul Diamond         | Libéral             | 13 429         | 42,3 % | 2 441 |
|                                                                                               | Rémy Désilets             | Parti québécois     | 10 988         | 34,6 % | -     |
|                                                                                               | Jean Damphousse (sortant) | Action démocratique | 6 259          | 19,7 % | -     |
|                                                                                               | Mariannick Mercure        | Québec solidaire    | 708            | 2,2 %  | -     |
|                                                                                               | Michel Thibeault          | Indépendant         | 397            | 1,2 %  | -     |
| Total                                                                                         | Total                     | Total               | 31 781         | 100 %  |       |
| Le taux de participation lors de l'élection était de 64,2 % et 493 bulletins ont été rejetés. |                           |                     |                |        |       |

|                                                                                               | Nom                        | Parti               | Nombre de voix | %     | Maj.  |
| --------------------------------------------------------------------------------------------- | -------------------------- | ------------------- | -------------- | ----- | ----- |
|                                                                                               | Jean Damphousse            | Action démocratique | 14 862         | 40 %  | 4 095 |
|                                                                                               | Francine Gaudet (sortante) | Libéral             | 10 767         | 29 %  | -     |
|                                                                                               | Rémy Désilets              | Parti québécois     | 10 008         | 27 %  | -     |
|                                                                                               | Frédéric Demouy            | Vert                | 781            | 2,1 % | -     |
|                                                                                               | Mario Landry               | Québec solidaire    | 699            | 1,9 % | -     |
| Total                                                                                         | Total                      | Total               | 37 117         | 100 % |       |
| Le taux de participation lors de l'élection était de 76,3 % et 401 bulletins ont été rejetés. |                            |                     |                |       |       |

|                                                                                               | Nom                     | Parti               | Nombre de voix | %      | Maj. |
| --------------------------------------------------------------------------------------------- | ----------------------- | ------------------- | -------------- | ------ | ---- |
|                                                                                               | Francine Gaudet         | Libéral             | 13 240         | 38,2 % | 906  |
|                                                                                               | Rémy Désilets (sortant) | Parti québécois     | 12 334         | 35,6 % | -    |
|                                                                                               | Louise-Andrée Garant    | Action démocratique | 9 118          | 26,3 % | -    |
| Total                                                                                         | Total                   | Total               | 34 692         | 100 %  |      |
| Le taux de participation lors de l'élection était de 74,6 % et 560 bulletins ont été rejetés. |                         |                     |                |        |      |

## Référendums
|  | Référendum                     | % du OUI | % du NON | Taux de participation |
|  | Référendum de 1980             | 36,62 %  | 63,38 %  | 86,44 %               |
|  | Accord de Charlottetown (1992) | 36,31 %  | 63,69 %  | 81,07 %               |
|  | Référendum de 1995             | 57,07 %  | 42,93 %  | 92,77 %               |